# August Behrends
August Frederik Behrends (24. juni 1821 i Odense – 17. august 1904 sammesteds) var en dansk maler.
Han var søn af skræddermester Joachim Frederik Behrends (1784-1865) og Frederikke Amalie født Stockmann (1796-1838). Han kom efter sin konfirmation til København med understøttelse af prins Christian Frederik, som dengang var Fyns guvernør og besøgte Kunstakademiets skoler i København (1836-44) og var blandt de af dets elever, som deltog i udsmykningen af Thorvaldsens Museum. Tillige udstillede han 1841-44 nogle tegnede portrætter. Efter en mindre rejse i Tyskland nedsatte han sig i 1848 i Odense som dekorationsmaler og giftede sig 21. oktober 1853 i Odense med Regine Christence Caroline Lehn (25. april 1829 smst. - 27. februar 1909 smst.), datter af bødkermester Rasmus Christensen Lehn (1794-1857) og Dorothea født Holst (1796-1864). Han var i en lang årrække lærer ved Odense Tekniske Skole.
I Odense har han blandt andet tegnet de vigtigste af byens kunstneriske minder til Museet for de antikvariske Mindesmærker, således den udskårne altertavle i Vor Frue Kirke (af Claus Berg), altertavlen i Sankt Knuds Kirke m.m. En akvarel af det ahlefeldske kapel i Sankt Knuds Kirke var udstillet 1872. En selvstændig komposition, De svenske regimenters modtagelse på Torvet i Odense i akvarel, udført 1848, er nu i Fyns Kunstmuseum. Til Vejle Rådhus har han malet et portræt af kong Hans efter ligstenen i Sankt Knuds Kirke. Desuden har han malet en del portrætter, fx til Lahns Stiftelse i Odense, til Sanderumgård og flere steder. Efter restaureringen udførte han udsmykningen af Sankt Knuds Kirke efter Georg Hilkers udkast og modtog som anerkendelse Fortjenstmedaljen i guld (1875). Denne dekoration er nu overkalket, og de fleste af hans øvrige udsmykninger i Odense er også gået tabt.
Han har også malet og tegnet Søllerød Sø og Kerteminde Kirke (Johannes Larsen Museet). Han var tidligere repræsenteret i Johan Hansens store samling.
Han er begravet i Odense.